# 老牛湾镇 (偏关县)
老牛湾镇，是中华人民共和国山西省忻州市偏关县下辖的一个乡镇级行政单位。2021年5月，设立老牛湾镇。以万家寨镇的老牛湾、马道咀、黄龙池、教官咀、柏林峁、东长咀、草垛山、麦虎、井儿上9个村委会的行政区域为老牛湾镇的行政区域。

## 行政区划
老牛湾镇下辖以下地区：
老牛湾、马道咀、黄龙池、教官咀、柏林峁、东长咀、草垛山、麦虎、井儿上9个村委会。

## 中国传统村落
- 2013年8月，老牛湾村获批第二批中国传统村落。